# Sarnonico
Sarnonico (Sarnónec' in noneso) è un comune italiano di 786 abitanti della provincia autonoma di Trento, situato a circa 980 metri s.l.m.

## Geografia fisica
Il territorio di Sarnonico si estende nell'Alta Anaunia, in Val di Non, nel declivio di Ponente. Il paese si trova sul cordone collinare che lo divide da Seio. L'ampiezza della valle consente al paese di avere un clima mite per buona parte dell'anno pur essendo posto ad un'altezza media di 963 m slm.
Il territorio comunale si estende fino al crinale del Monte Penegal, ritagliandosi una parte dei boschi che caratterizzano la parte più elevata dell'Alta Anaunia, e comprende anche la località delle Regole, la quale divide in due parti il territorio del vicino comune di Borgo d'Anaunia.

## Origini del nome
Secondo Leonardi (1998), il toponimo di Sarnonico deriverebbe dal retico Sara che significherebbe Ghiaia. Le ondulazioni moreniche caratteristiche dell'Alta Anaunia sono formate da cumuli di ghiaia, residui del ritiro dei ghiacciai nell'ultima glaciazione.

## Storia

### Epoca medievale

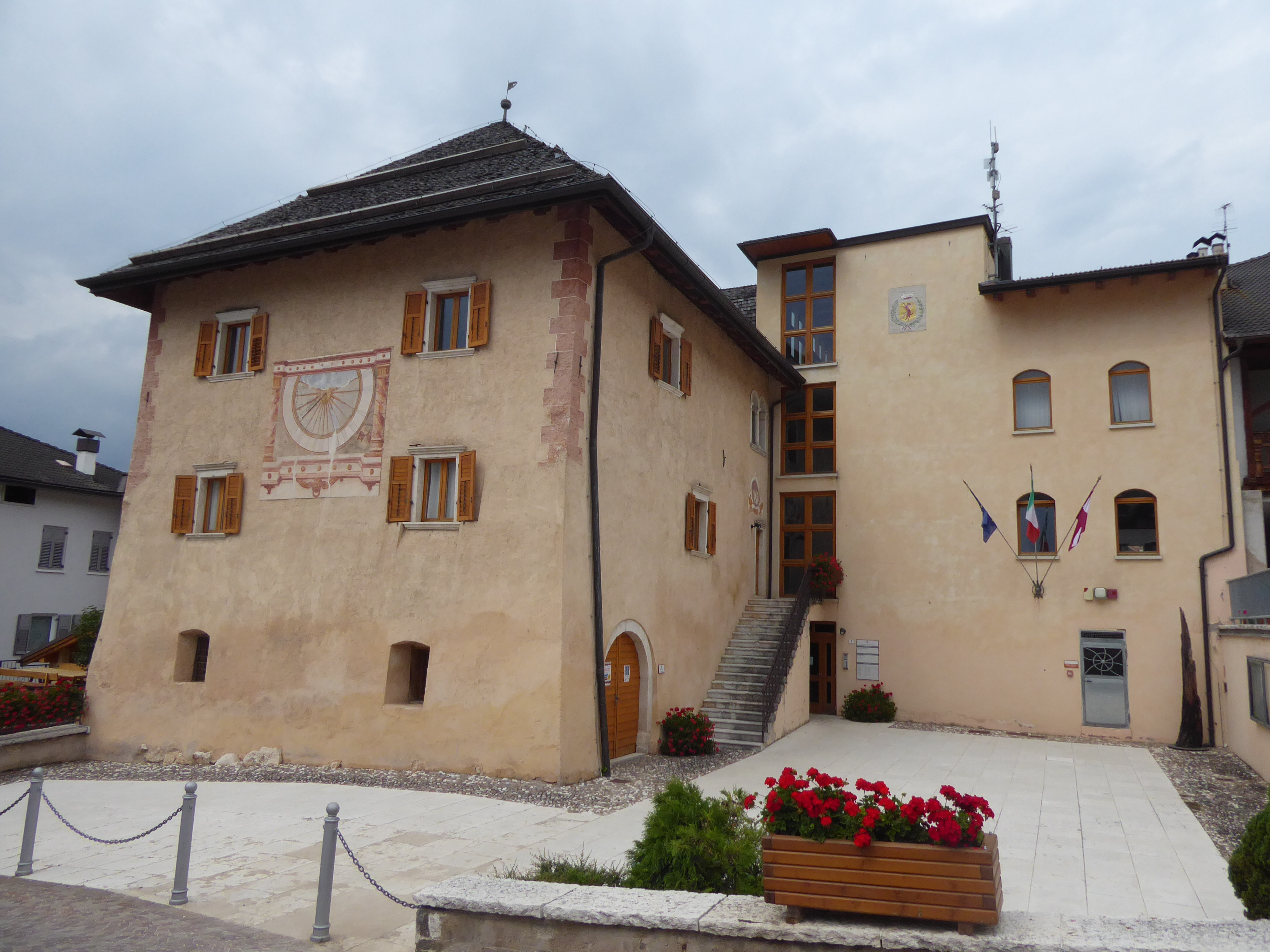
Palazzo Morenberg, sede del municipio

Il territorio è privo di tracce di epoca retica o romana. Il Leonardi presume che Sarnonico abbia seguito le vicende della valle e che sull'altura del Doss dei Mori ci potesse essere una torre d'avvistamento per il controllo della mulattiera che scendeva dal passo della Mendola verso Seio e Dambel.
Già nel V secolo Sarnonico fu sede di una pieve, dedicata a san Lorenzo, la cui giurisdizione si estese a Seio, Vasio, Malosco, Ronzone, Ruffré, Cavareno e Senale.
In epoca longobarda, Sarnonico fu soggetta al potere civile del Gastaldo di Romeno. Durante il dominio del principato vescovile di Trento, esso fece a sua volta capo al vicedomino della val di Non.

### Sotto il principato di Trento
A cavallo del Trecento furono presenti due castelli nel territorio di Sarnonico: quello di Seio, presto abbandonato, e quello sull'altura di Moremberg. I de Moris furono infeudati dal vescovo della fortificazione e dei territori annessi nel 1380, assumendo il nome tedesco di Moremberg, dando quindi il nome all'altura, perché era usanza redigere le investiture vescovili in lingua tedesca.
Nel Quattrocento, Sarnonico, come tutta l'Anaunia, fu coinvolta nelle lotte fra il potere vescovile e i nobili, in particolare i Rottenburg e gli Asburgo. I primi furono capitani di Castelfondo e vicari dei conti del Tirolo, i secondi successero alla famiglia dei Tirolo-Gorizia nel feudo tirolese nel 1363 e nello stesso anno divennero tutori del principato vescovile. Le prevaricazioni delle parti in gioco nei confronti della popolazione spinsero gli abitanti a redigere la prima Carta di regola, dove furono elencati per iscritto gli ordinamenti e le usanze civiche in vigore in modo da tutelarsi nei confronti dei futuri principi. Nel 1477 è attestato un notaio nativo da Sarnonico e attivo nel più vasto circondario, chiamato nei documenti Nicolaus notarius, filius Janesi de Sarnonico vallis Ananie.
Nel 1510, il vescovo Giorgio de Neideck investì i de Moris dell'incarico di Massari delle valli di Non e di Sole, con il compito di ridefinire le rendite fondiarie di ogni comunità nell'ambito del processo di risanamento delle finanze del principato.
Sul finire del XVI secolo furono risistemati gli ordinamenti locali. In particolare, nel 1587 fu riscritta la Carta delle Regole di Sarnonico a cui fece seguito, sei anni dopo, la Carta delle Regole delle Quattro Ville con la quale si conformarono i rapporti fra le comunità di Malosco, Ronzone, Sarnonico e Seio soprattutto in merito ad una gestione razionale del patrimonio boschivo.

### L'epoca napoleonica
Il principato vescovile fu secolarizzato dai francesi nel 1801, passando sotto il controllo dell'Elettorato di Baviera (dal 1803, Regno di Baviera). Assieme all'eliminazione dei privilegi nobiliari furono soppresse anche le istituzioni delle Regole, sostituite da municipalità organizzate secondo le normative bavaresi, prima, e francesi, in seguito.
Nel 1810, infatti, il territorio del soppresso principato vescovile passò al Dipartimento dell'Alto Adige del napoleonico Regno d'Italia. Il viceprefetto Francesco de Filos, di Mezzolombardo, lanciò il progetto di una strada carreggiabile che avrebbe coinvolto sia l'Alta e la Bassa Anaunia sia la val di Sole. Il progetto avrebbe incluso anche Sarnonico, dato che vi fu l'idea di costruire una strada che collegasse Fondo a Quetta presso la quale si sarebbe congiunta con la carreggiabile che avrebbe collegato Malè a Mezzolombardo.

### L'epoca austriaca
Nel 1815, l'Impero austriaco riprese possesso del territorio trentino. Con la Restaurazione non fu tuttavia ripristinato il precedente sistema delle Regole: l'amministrazione municipale fu affidata ad un capocomune coadiuvato da due deputati. Il comune fece capo al Giudizio distrettuale di Fondo e al Capitanato distrettuale di Cles.
Nel 1829 ebbero inizio i lavori per la realizzazione del progetto stradale predisposto dal prefetto napoleonico de Filos. Il progetto fu interamente finanziato dai comuni della valle e i lavori richiamarono diverse imprese stradali con beneficio per l'economia. Il tratto che coinvolse Sarnonico, quello tra Cavareno e Fondo, fu completato nel 1835.
In seguito e fino alla fine del XIX secolo, il paese fu coinvolto dal fenomeno dell'immigrazione verso le Americhe. Nel 1842 fu costruito un nuovo lavatoio in sostituzione del precedente distrutto per i lavori di costruzione della strada Cavareno - Fondo.
Nel 1893 divenne capocomune Giuseppe Bolego, la cui amministrazione ebbe diversi meriti, fra cui aver allacciato il paese alla rete di distribuzione della corrente elettrica prodotta dalla Società Elettrica Alta Anaunia. Nel 1909 fu costruito il nuovo acquedotto e il paese fu raggiunto dalla tranvia interurbana per Dermulo e la Mendola. In quegli anni fu anche completato il nuovo edificio scolastico, in ossequio alle ordinanze governative austriache del 1905.

### Dopo la prima guerra mondiale

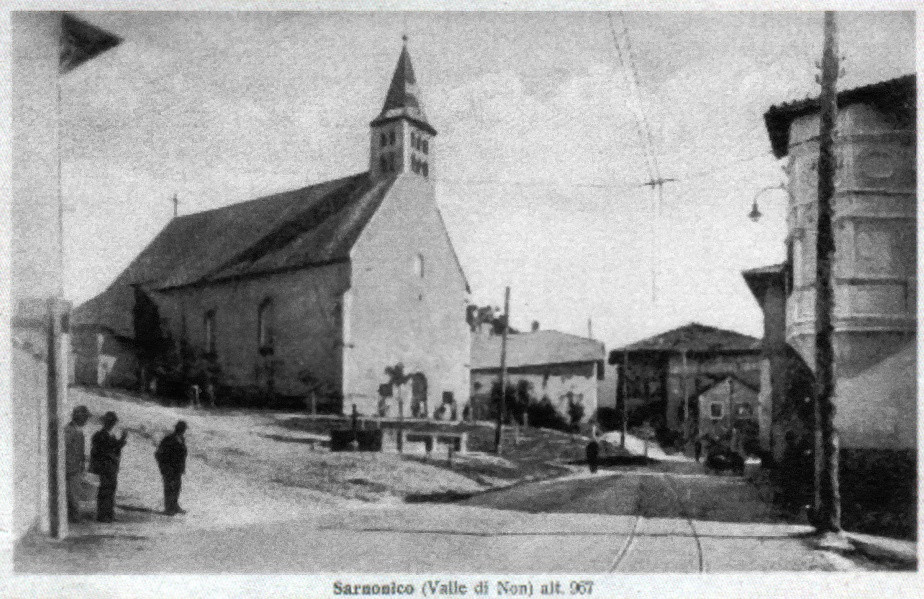
La chiesa di Santa Maria e la fermata del tram negli anni venti

Con il Trattato di Saint-Germain-en-Laye del 1919, il Trentino passò al Regno d'Italia. Bolego mantenne la carica di sindaco e una delle ultime opere della sua amministrazione fu la costruzione dell'attuale via San Lorenzo, strada che collega tra loro le due chiese del paese: San Lorenzo e Santa Maria.
Nel 1926 fu nominato podestà Luigi Bertanolli, che fu investito della stessa carica anche per Ruffré, Amblar e Cavareno. Due anni dopo, tuttavia, i comuni di Mendola con Ruffré, Seio, Ronzone e Sarnonico furono soppressi e i territori aggregati a quello di Cavareno.
Nel 1934 il governo Mussolini soppresse la tranvia per il passo della Mendola e Dermulo, offrendo in cambio a tutta l'Alta Anaunia la strada che collega Fondo a Merano passando per il passo delle Palade.
Nel 1952, a seguito di un referendum, Sarnonico riottenne l'autonomia municipale da Cavareno. La frazione Seio fu invece staccata da quest'ultimo per essere aggregata a Sarnonico solo nel 1964, dopo apposita consultazione referendaria.
Negli anni settanta le giunte dei sindaci Recla e Fabio Abram puntarono allo sviluppo turistico, dotandosi di servizi primari, come nuove strade e fognature, e sostenendo la realizzazione di seconde case.

### Stemma
Lo stemma e il gonfalone sono stati adottati dal comune nel 1988 ed approvati con D.G.P. del 3 febbraio 1989, n. 1227.
Stemma
La figura del cane si ispira al veltro rampante che era stato il simbolo della famiglia Morenberg.
Gonfalone

## Monumenti e luoghi d'interesse

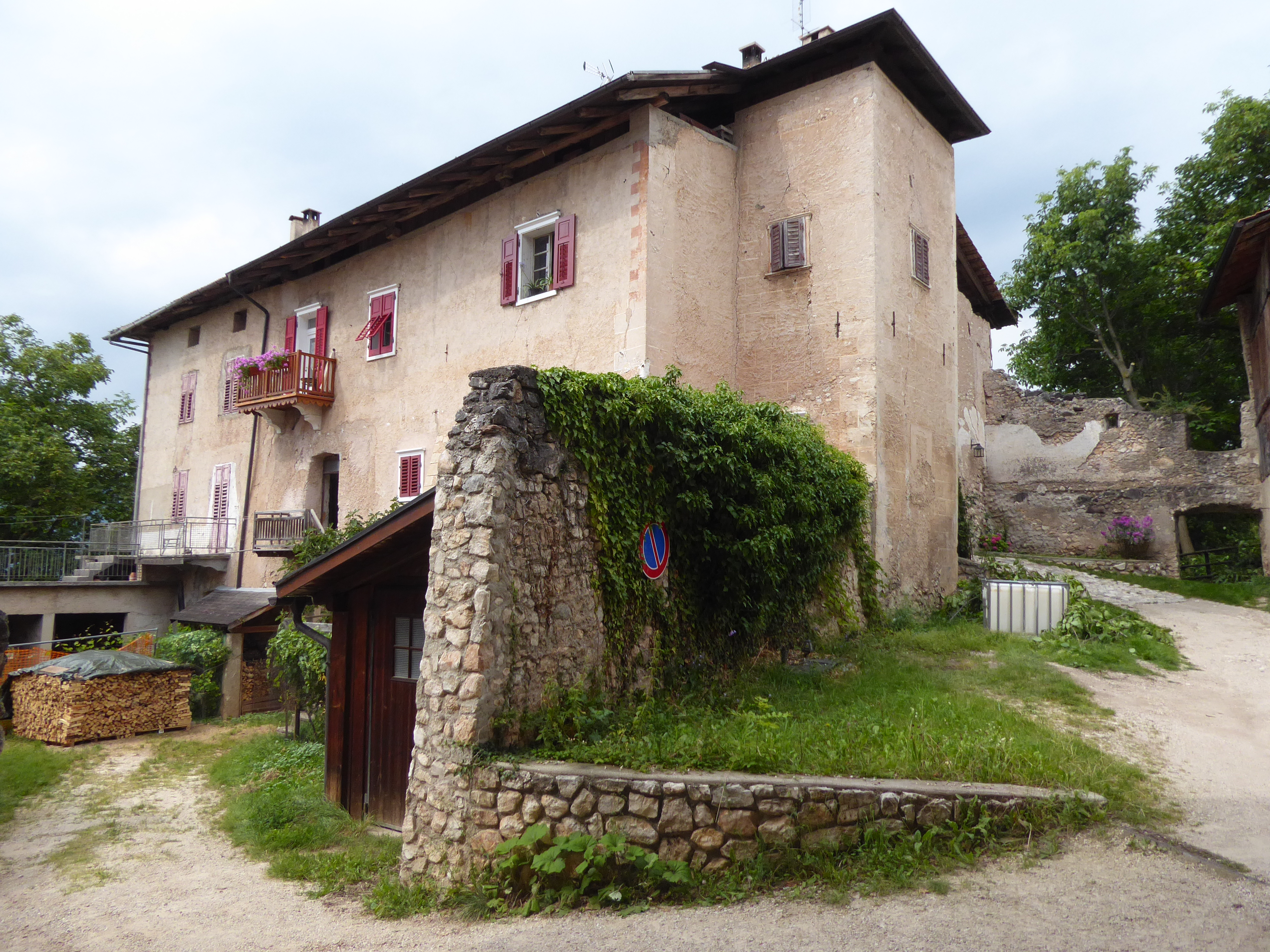
Castel Morenberg

### Architetture civili
- Palazzo Morenberg: palazzo rinascimentale, di proprietà parrocchiale a partire dal Novecento e poi ceduto al comune nel 1990; ospita gli uffici comunali ed è anche spazio per mostre ed esposizioni[33]
- Castel Morenberg: sorto probabilmente nel XIII secolo, venne fortemente rimaneggiato nel Cinquecento, trasformandolo da fortezza a residenza gentilizia, e poi in gran parte ricostruito a seguito di un incendio nel 1888.

### Chiesa di San Lorenzo

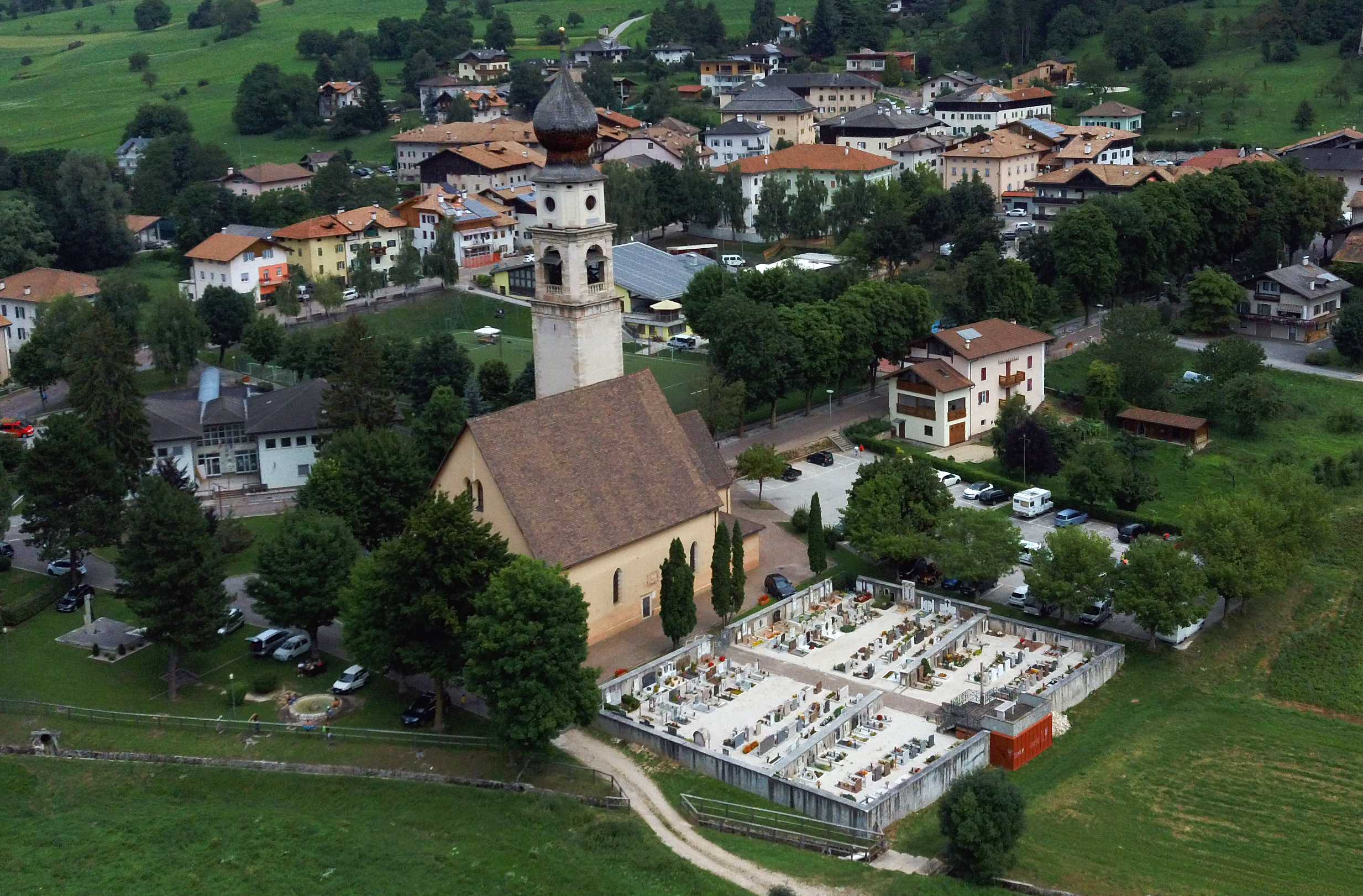
La chiesa parrocchiale di San Lorenzo e il cimitero

La chiesa di San Lorenzo è la parrocchiale della località di Sarnonico. Secondo Venanzio Fortunato, la pieve di Sarnonico era già attiva nel VI secolo. È ignota la data di elevazione dell'attuale fabbrica, di stile gotico, la cui presenza è comunque documentata già nell'anno 1184. Fu ampliata nel 1597, allungata nel 1783 e restaurata nel 1864, nel 1889 e nel 1958. Durante il restauro del 1889 fu aggiunta l'abside.
Il portale, costruito nel 1760, è in stile barocco. All'esterno sono presenti i resti di un affresco dedicato a san Cristoforo, patrono dei viandanti, ed anteriore al XV secolo.
L'interno è a tre navate. L'altare maggiore è in legno scolpito e indorato. La sua pala raffigura la Madonna del Rosario con i santi Lorenzo e Valentino: è un'opera di Pietro e Gian Battista Fogolari di Bormio, risalente al 1673. I medaglioni lignei, raffiguranti i misteri del Rosario, originariamente erano opere di Gian Battista Ramus, tuttavia furono trafugati nel 1979 e sostituiti da libere reinterpretazioni sullo stesso tema da parte di un artista locale, Vincenzo Covi. La Via Crucis, del 1743, è un lavoro di Mattia Lampi: ogni stazione è decorata dallo stemma gentilizio del corrispondente benefattore.
Le pale degli altari minori sono opera di Simon Ybertracher, o Übertracher, da Naturno e furono dipinte nel 1746. Quella a sinistra raffigura la Madonna del Carmine con i santi Vigilio e Nicolò, mentre l'altra vede una Madonna con bambino e i santi Pietro e Paolo.
Il campanile si erge sul fianco sinistro dell'abside della chiesa ed è sormontato da una cupola tinta di nero a forma di cipolla con base ottagonale. Fu eretto nell'Ottocento in sostituzione del precedente caduto in rovina.

### Chiesa della Beata Maria Vergine

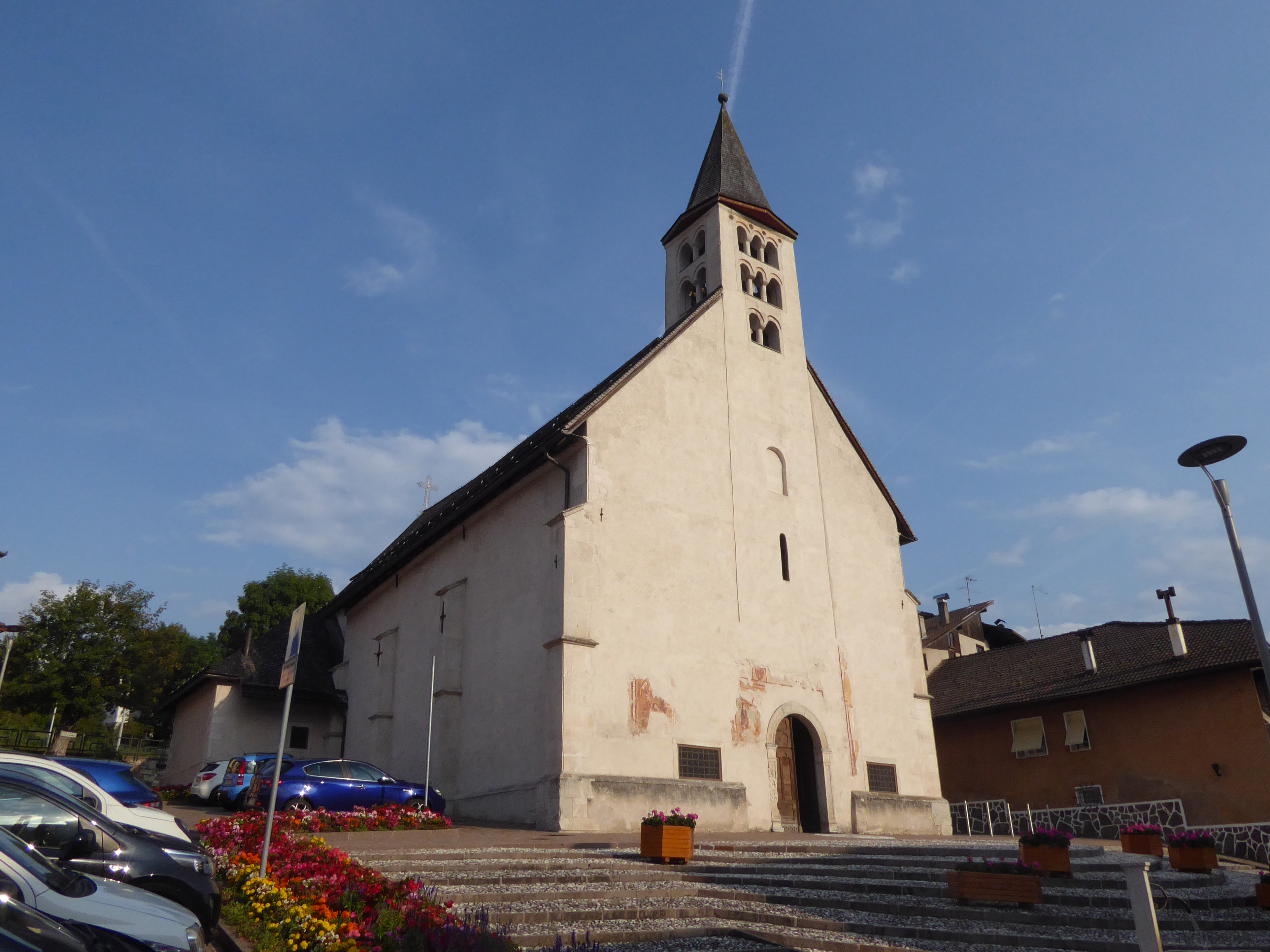
La chiesa di Santa Maria

La chiesa della Beata Maria Vergine, detta comunemente chiesa di Santa Maria, fu edificata nel XIII secolo in un periodo in cui le Ville sottoposte all'autorità della pieve decisero di costruirsi delle "Cappellanie" per favorire l'accesso alla messa agli abitanti. Rispetto alla parrocchiale di San Lorenzo, la chiesa di Santa Maria è posta al centro dell'abitato.
Le prime testimonianze risalgono al testamento del vicedomino Pietro da Malosco del 1228 a cui si deve la scelta di dedicarla alla Madonna.
L'esterno è austero e in stile romanico. La facciata è slanciata con portale bugnato rinascimentale. Il campanile sormonta la facciata ed è ornato da bifore e trifore. Il tetto è in scandole. Sul lato sud è presente una meridiana
La fabbrica è a navata unica con tre altari. Quello maggiore è dedicato a Maria vergine ed è in stile barocco con pala opera del pittore Simon Ybertracher. Gli altari minori sono dedicati a san Giovanni Battista e santa Caterina. Un tempo le pareti interne erano affrescate; delle opere originarie rimangano alcuni frammenti tra cui un martirio di sant'Orsola, sulla sinistra, una Dormitio Virginalis e una crocifissione, sopra il portale d'ingresso. L'acquasantiera è un'opera di Laurientius Keller del 1567.

### Chiesa San Giorgio Martire

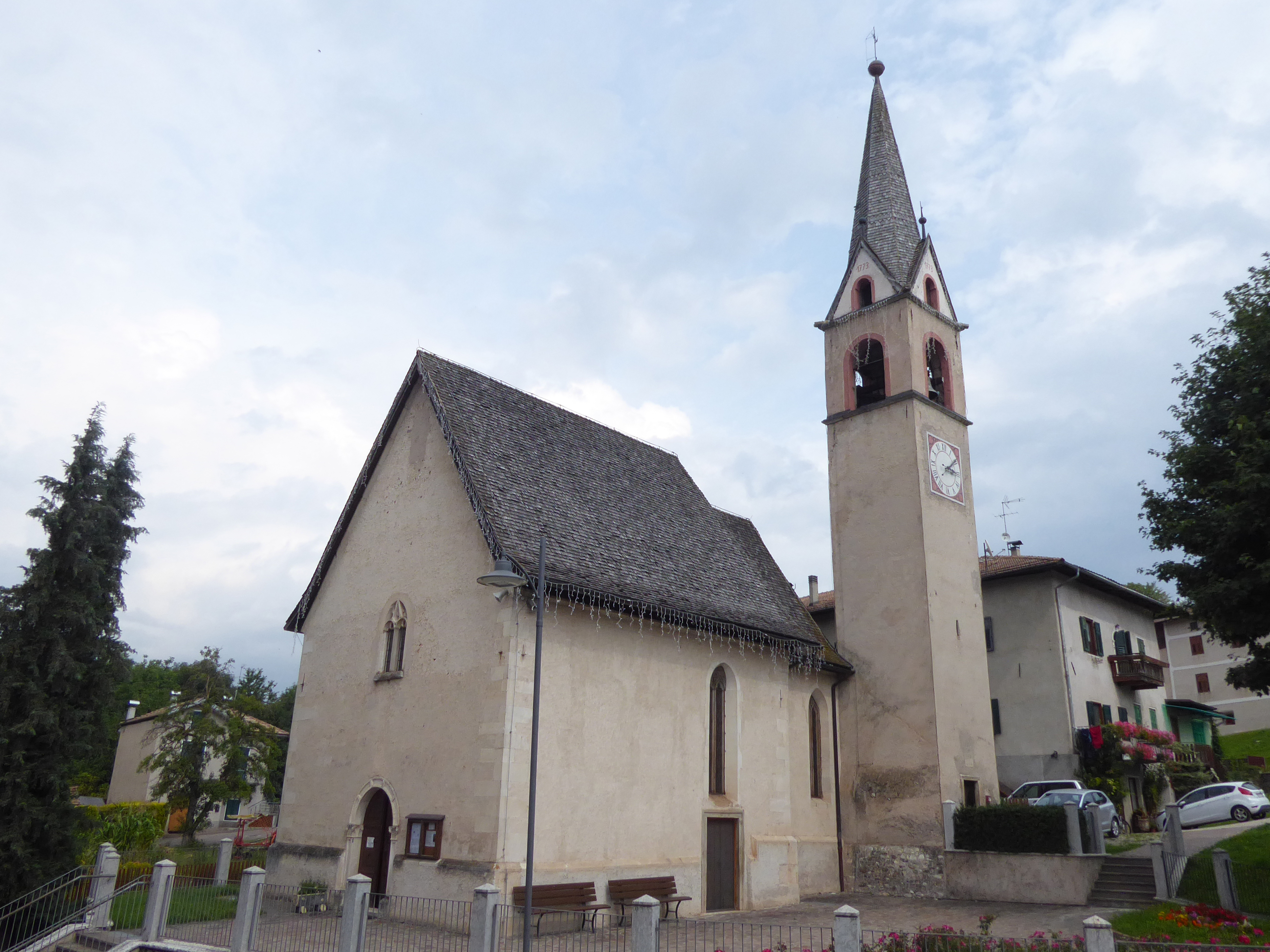
La chiesa di san Giorgio

la chiesa di San Giorgio Martire è la curaziale della località di Seio. La prima attestazione documentale risale al 1387, quando il cardinale Nicolò da Venezia rilasciò l'indulgenza a favore del suo restauro. Fu rinnovata nel 1558 e restaurata sia nel 1911 sia negli anni ottanta del XX secolo. In quest'ultimo caso fu rifatto il tetto ed eretta l'intercapedine.
Il portale è rinascimentale ornato nella parte superiore da una bifora gotica. L'interno presenta un unico altare in stile barocco e in legno dorato e intarsiato. La sua pala raffigura la Madonna mentre dall'alto osserva il combattimento di san Giorgio contro un drago. Ai lati dell'altare sono presenti le statue di san Rocco e di san Lorenzo. Nelle due nicchie sono poste una statua della Madonna e un'altra raffigurante san Giuseppe che tiene in braccio Gesù bambino.
Il campanile fu costruito nel 1773 e restaurato nel 1808

## Società

### Evoluzione demografica
Abitanti censiti

## Geografia antropica
Secondo l'articolo 1 dello statuto comunale, il territorio di Sarnonico è composto dalle comunità di Sarnonico, sede comunale, e Seio. Dal punto di vista catastale viene suddiviso in tre Comuni: oltre alle due accennate località, la parte alta del paese viene denominata Seio Secondo.

## Infrastrutture e trasporti

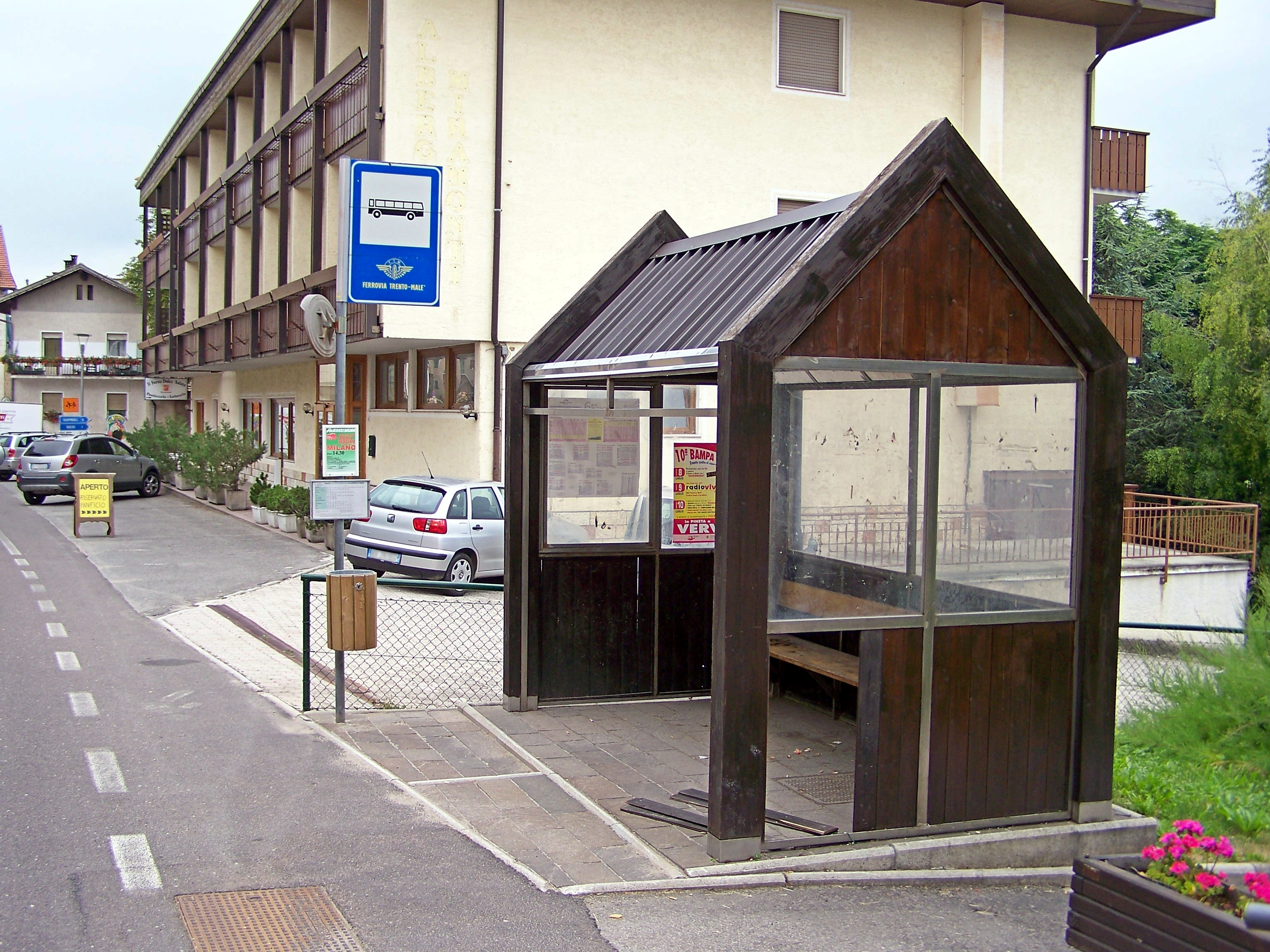
La fermata dell'autobus nel centro di Sarnonico

Sarnonico è attraversato dalla strada statale 42 del Tonale e della Mendola. Nel centro della località principale si innesta una bretella della strada statale 43 della Val di Non, la 43 dir, che si dirama da Dermulo di Taio.
Il paese è servito dalla linea di autobus interurbano 630 Mendola - Fondo - Dermulo - Cles, esercita da Trentino Trasporti. La frazione di Seio è servita da alcune corse di questa linea che deviano da Sarnonico per dirigersi verso il vicino comune di Dambel.
Tra il 1909 e il 1934, Sarnonico fu attraversato dalla tranvia interurbana Dermulo–Fondo–Mendola. Fu servito da una fermata, posta davanti dalla chiesa di Santa Maria, e da una stazione con scalo merci ubicata all'esterno del paese, in direzione di Cavareno.

## Amministrazione
| Periodo | Periodo   | Primo cittadino   | Partito      | Carica                  | Note   |
| ------- | --------- | ----------------- | ------------ | ----------------------- | ------ |
| 1893    | 1926      | Giuseppe Bolego   |              | Capocomune, poi Sindaco | [ 48 ] |
| 1926    | 1928      | Luigi Bertagnolli |              | Podestà                 |        |
| 1953    | 1969      | Lorenzo Abram     |              | Sindaco                 | [ 49 ] |
| 1969    | 1974      | Recla Gianni      |              | Sindaco                 | [ 49 ] |
| 1974    | 1980      | Fabio Abram       |              | Sindaco                 | [ 49 ] |
| 1980    | 1994      | Livio Covi        |              | Sindaco                 | [ 49 ] |
| 1994    | 2005      | Elio Covi         |              | Sindaco                 | [ 49 ] |
| 2005    | 2015      | Sandro Abram      | Lista civica | Sindaco                 |        |
| 2015    | in carica | Emanuela Abram    | Lista civica | Sindaca                 |        |

## Sport
Il 27 maggio 2004 la 17ª tappa del Giro d'Italia 2004 si è conclusa a Fondo Sarnonico con la vittoria del russo Pavel Tonkov. Inoltre il 4 e 5 luglio 2009 si sono disputati i campionati italiani di ciclismo giovanile.